# Mysmenopsis nadineae
Espèce
Mysmenopsis nadineae est une espèce d'araignées aranéomorphes de la famille des Mysmenidae.

## Distribution
Cette espèce est endémique d'Amazonas au Brésil,. Elle se rencontre vers Careiro.

## Description
Le mâle holotype mesure 1,48 mm et la femelle paratype 1,74 mm.

## Systématique et taxinomie
Cette espèce a été décrite par Pantoja, Bonaldo et Xavier en 2023.

## Étymologie
Cette espèce est nommée en l'honneur de Nadine Dupérré.

## Publication originale
- Pantoja, Bonaldo & Xavier, 2023 : « On the symphytognathoid spider genus Mysmenopsis Simon, 1898 (Araneae: Mysmenidae) from the Brazilian Amazonian region: description of five new species and new records. » Zootaxa, no 5319(1), p. 57-75.